# Cratere Nansen (Luna)
Nansen è un grande cratere lunare di 116,9 km situato nella parte nord-occidentale della faccia nascosta della Luna.
Il cratere è dedicato all'esploratore norvegese Fridtjof Nansen.